# 西里堡綜合運動場
西里堡綜合運動場（Siri Fort Sports Complex）是位於印度新德里的一個多功能運動場。本運動場是專為1982年亚洲运动会而興建的比賽場館，毗連當時的選手村；目前由德里發展局（DDA）管理。

## 設施
西里堡綜合運動場共設有12個網球場，包括8個人造硬地球場和網球練習牆。亦設有室內多功能體育館，可進行羽毛球、壁球、乒乓球、台球/桌球、籃球、曲棍球、板球、足球等運動。此外，場內還設有慢跑道、兒童公園、滑冰場、高爾夫練習場/間距/推桿場、奧林匹克規模的游泳池、兒童嬉水池、氣步槍/手槍射擊場、健美操/瑜伽/跆拳道/健身中心、自然療法中心、健康與營養中心、靈氣、體育用品商店及小吃店等。

## 大型項目

### 2010年英聯邦運動會
本運動場曾是2010年英聯邦運動會羽毛球和壁球比賽的舉辦場地。其中，羽毛球賽場共有五個賽場和三個熱身場；而壁球賽場則有11個單打場（可轉換到5個雙打場）。